# Manušická kaple
Manušická kaple je církevní stavba v Manušicích u České Lípy z roku 1910 zasvěcená Nanebevstoupení Páně (někdy bývá uváděno zasvěcení Nejsvětější Trojici). Patří městu Česká Lípa, je prázdná, pro církevní potřeby nepoužívaná, v roce 2012 byla opravena.

## Poloha
Kaple se nachází na území patřícím geomorfologicky do Českolipské kotliny, která je součástí Zákupské pahorkatiny, na rovině, v nadmořské výšce 260 metrů v Manušicích (katastru Manušice 691542), obci připojené administrativně k městu Česká Lípa. Vedle kaple byl zbudován nevelký rekreační koutek.

## Přístup
Kaple stojí u křižovatky Cyklostezky Varhany a obcí průchozí silnice, kudy projíždí linka MHD 206 z České Lípy. Kolem kaple vede modře značená turistická trasa 1673 z České Lípy do Nového Boru.

## Mediální přestřelka

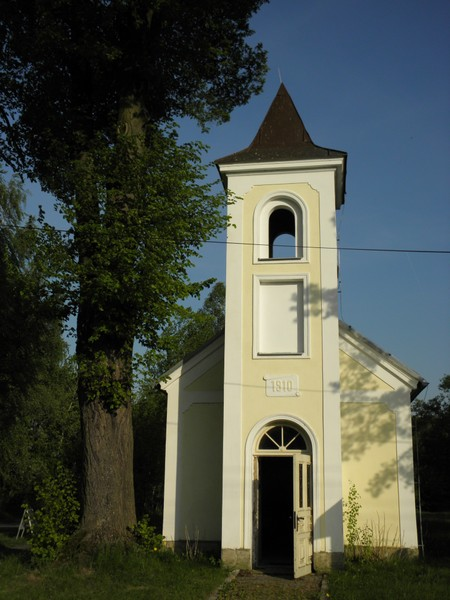
Průčelí kaple

Po absenci údržby ze strany majitele kaple města České Lípy se rozhodlo město vyřešit zchátralý stav odprodejem. Součástí prodeje byl i pozemek, kde místní obyvatelstvo provozovalo kulturní akce a na kterém na příslib města počítalo s vybudováním veřejného dětského koutku. Svůj nesouhlas s prodejem kaple proto vyjádřilo petiční akcí, pod kterou se podepsala více než polovina z celkového počtu obyvatel. Za záchranu kaple také místní občanstvo založilo občanské sdružení „Za rozvoj Manušic”. Na nesouhlasný postoj zareagovalo město tím, že ji převedlo do nájmu občanského sdružení Drobné památky severních Čech, které vykazuje již řadu let na tomto poli velké úspěchy. Obyvatelé Manušic mezi sebou vybrali několik tisíc korun na záchranu a obnovu, Miroslav Pröller, člen „Výboru pro rozvoj města a památky” a předseda občanského sdružení „Drobné památky severních Čech” se o kontakt s radnicí snažil marně. Výbor pro rozvoj města a památky dokonce městu nabídl využít na opravu nevyužité finanční prostředky z nerozdělených grantů na nemovitosti v městské památkové zóně. Na jaře 2011 zaslalo občanského sdružení Drobné památky severních Čech městu seznam nutných prací a rozpočet opravy kaple v Manušicích městu prostřednictvím realitní kanceláře. Po následné mediální přestřelce řešící, kdo za nedobrý stav památky může, kapli město Česká Lípa převzalo zpět do své péče a nechalo v roce 2012 nákladem 300 tisíc korun opravit. Stavební práce prováděla firma „Stavby Novák”.

## Galerie

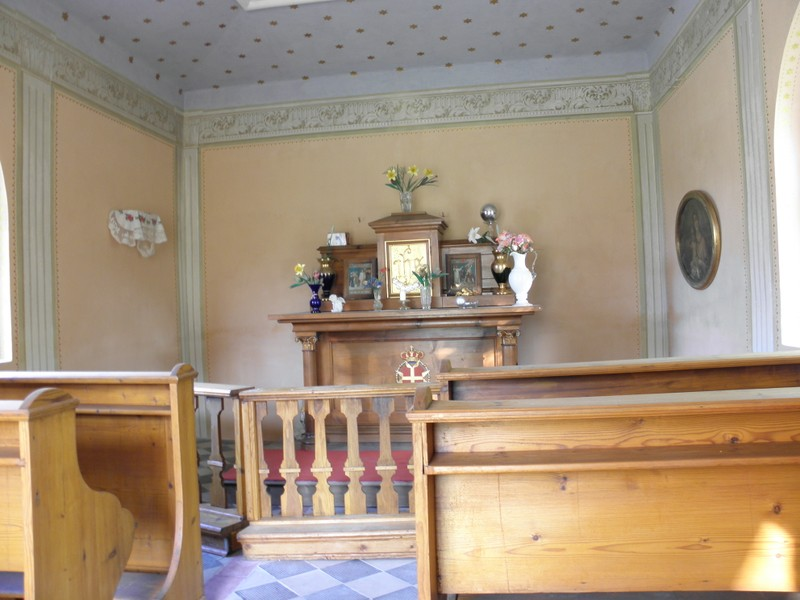
Interiér kaple
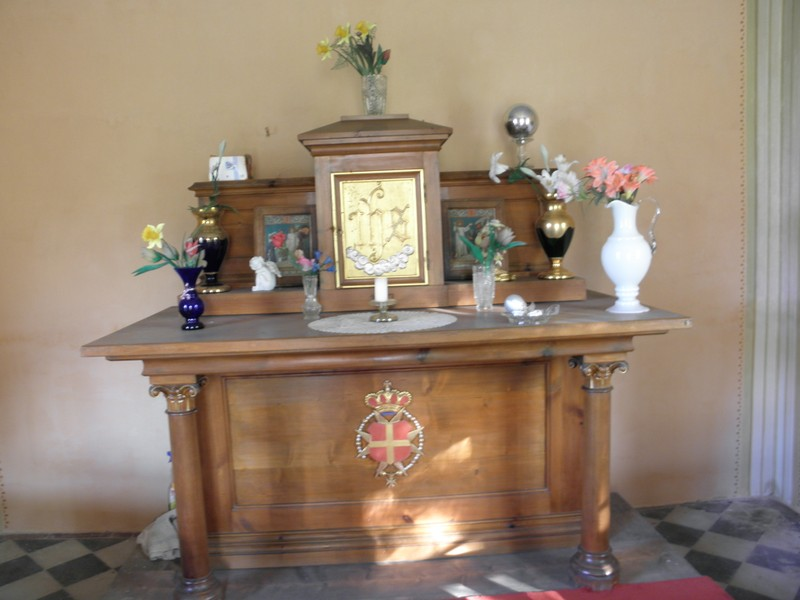
Detail oltáře
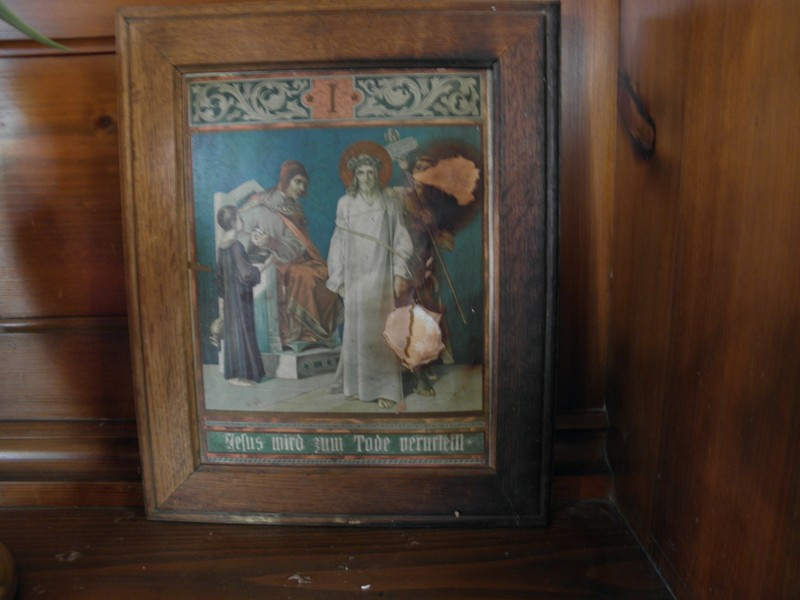
I. zastavení křížové cesty